# Self-service portal
Self-service portal (pol. portal samoobsługowy) – narzędzie webowe, zbudowane na bazie Microsoft Windows Server 2008 R2, Hyper-V i System Center VMM, pozwalające na przeniesienie części zadań administracyjnych związanych z tworzeniem, uruchamianiem i wdrażaniem maszyn wirtualnych na użytkowników końcowych w obrębie limitów ustalonych przez administratorów. To bardzo wygodne rozwiązanie dla zespołów testerów i firm hostingowych, dzięki któremu działy IT mają pełną kontrolę nad tworzonymi maszynami wirtualnymi i prywatnymi chmurami obliczeniowymi.
Samoobsługowy portal oferuje następujące funkcje, udostępnione poprzez przeglądarkę internetową:
- Konfiguracja i alokacja zasobów w centrum danych
- Dopasowanie działania maszyny wirtualnej
- Zapotrzebowanie na infrastrukturę i zarządzanie zmianami
- On-boarding jednostek biznesowych
- Self-Service Provisioning

Narzędzie do poprawnego działania wymaga systemu operacyjnego Windows Server 2008 R2 w wersji Datacenter lub Enterprise, konsoli administracyjnej Virtual Machine Manager 2008 R2 oraz serwera SQL Server 2008 w wersji Enterprise lub Standard.